# Септизоний

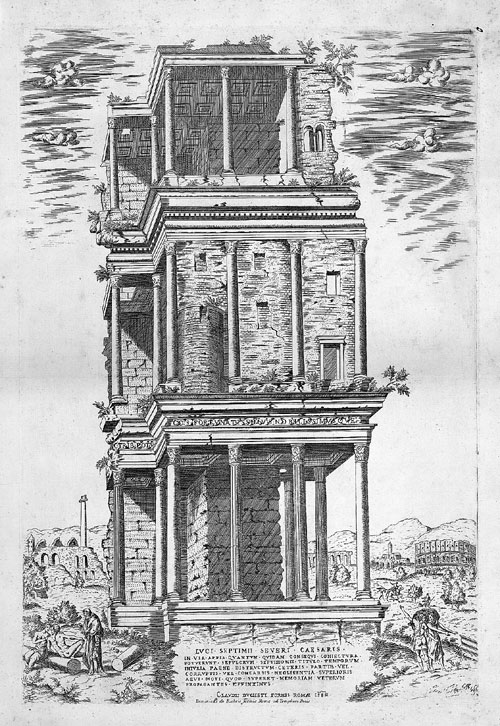
Септизоний в Риме. Гравюра из книги «Formis Romae», 1582

Септизоний, или Септизодий (лат.  Septizonium, Septizodium, от лат. septem — семь и лат. zona — пояс, обрамление) — монументальный нимфей в древнем Риме.

## История
Внушительное здание длиной почти 100 метров было воздвигнуто в 203 году н. э. императором Септимием Севером на юго-восточной стороне Палатина вблизи Большого цирка (лат. Circus Maximus) и образовывало один из фасадов императорского дворца (Domus Severiana) со стороны, выходящей на начало Аппиевой дороги.
Септизоний имел несколько ярусов, разделённых карнизами, с нишами и рядами колонн, был украшен мрамором и статуями. Некоторое время в нём находилась гробница императора Геты, сына Септимия Севера. Имеется гипотеза о существовании ещё одного подобного сооружения в южной части Рима.
Этимология названия полностью неясна. Высказывались различные догадки о толковании термина в буквальном смысле, как постройки, имеющей семь этажей, но на графических реконструкциях, даже самых ранних, видны только три (позднее шесть). Имеются свидетельства, что Гелиогабал, римский император начала III века, построил «Район Солнца» (Saepta Solis) недалеко от Септизодиума, у подножия улицы под названием «Clivus Scauri». Указание на то, что имеется в виду под «Saepta Solis» также отсутствует, но известно, что именно в «Saepta Solis», или «Septasolium» происходили папские выборы 1198 года. Другая гипотеза сводится к тому, что исконное название сооружения «Septisolium» (Храм семи солнц) возникло из-за того, что в нём помещались статуи «семи планетарных божеств» (Сатурн, Солнце, Луна, Марс, Меркурий, Юпитер, Венера) поэтому здание и было разделено на семь частей.

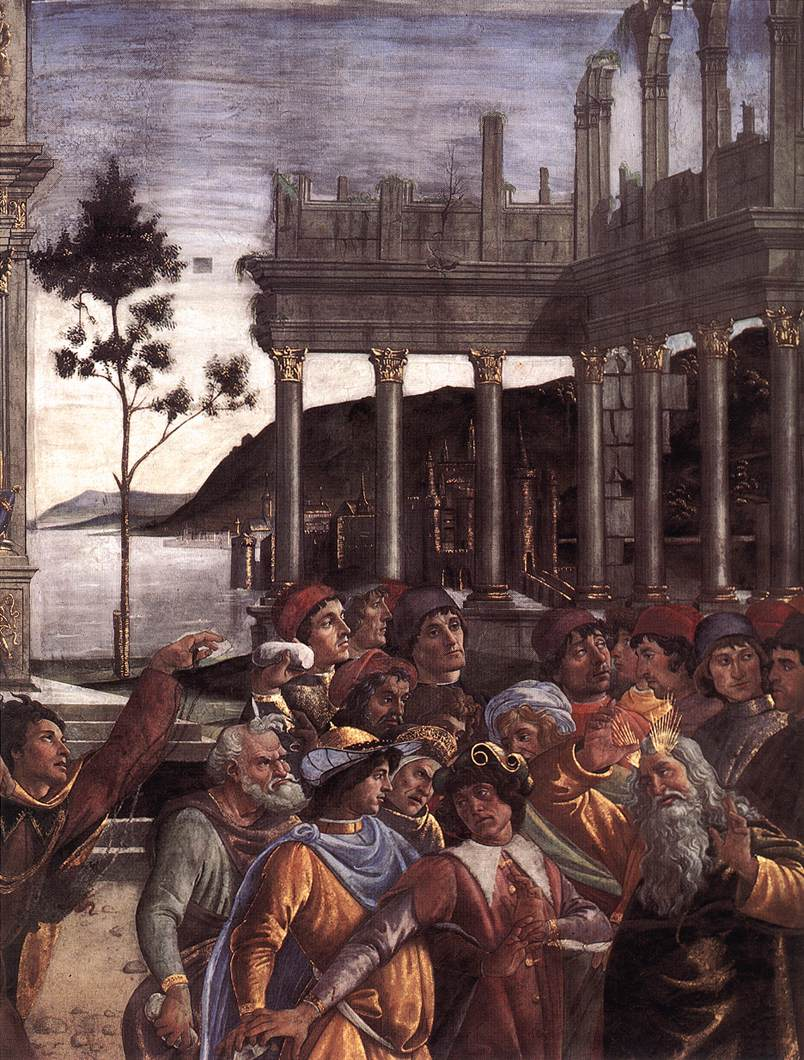
С. Боттичелли. Наказание Корея, Дафана и Авирона. Деталь. 1481—1482. Фреска в Сикстинской капелле, Ватикан

В Средние века здание и прилегающая территория назывались по-разному: Septemsolium, Septasolis, Septem Solia. Постройка не имела определённого практического назначения (у неё не было внутренних помещений и крыши), она, вероятно, имела репрезентативный и культовый смысл именно как нимфеум (храм нимф). Древние и средневековые источники упоминают здание, предназначенное для того, чтобы произвести впечатление на собратьев императора Севера из Северной Африки, когда они вошли в город, поскольку нимфей был расположен в том месте, где Аппиева дорога проходит через Палатин и ведёт на восток к Римскому форуму. В «Новом топографическом словаре Древнего Рима» разъясняется, что «Септизодиум» представлял собой «водный объект» без комнат и крыши: «На верхние этажи можно было попасть только по лестнице, и за этим фасадом нет никаких признаков какого-либо здания».
В Средневековье Септизодиум стал частью Палаццо дель Сеттизонио семьи Франджипани. Позднее средняя часть постройки рухнула после серьёзных повреждений, вероятно, войсками Карла V при разграблении города (итал. Sacco di Roma) в 1527 году. Дальнейшее разрушение и изъятие материалов продолжались. Окончательный снос произошёл по приказу папы Сикста V зимой 1588—1589 годов архитектором Доменико Фонтана. Строительный материал использовался для новых построек, в частности, для Сикстинской капеллы, базилики Санта-Мария-Маджоре, для фундамента обелиска Фламинио на площади Пьяцца дель Пополо, реставрации Колонны Марка Аврелия и многих других построек. Родольфо Ланчиани восклицал, что «древние камни покрыли половину Рима!».
От античного Септизония сохранились лишь некоторые остатки фундамента и зарисовки руин. Сильно разрушенный, но ещё существовавший в эпоху итальянского Возрождения Септизоний изобразил Сандро Боттичелли в правой части ватиканской фрески «Наказание Корея».
Согласно многим реконструкциям фасад здания имел длину 89 м (300 римских футов) и был схож с древнегреческой «скеной»: в центре имелись три полукруглые ниши для статуй, а по сторонам, возможно, были боковые крылья в виде прямоугольных выступов. Все части оформлялись колоннами. В центре, по одному из вариантов реконструкции, располагалась огромная лежащая скульптурная фигура реки Тибр. В отделке здания был использован африканский мрамор, колонны были сделаны из гранита.